# 2つのメロディ (グリーグ)
『2つのメロディ』（諾: To melodier）作品53は、エドヴァルド・グリーグが1890年に作曲した、2曲からなる弦楽合奏曲である。『2つの旋律』とも訳される。
いずれもノルウェーの詩人の詩による自作の歌曲を編曲したもので、第1曲は『2つの悲しき旋律』作品34（1880年）と同じオスムン・オラヴソン・ヴィニエ（1818年 - 1870年）の詩による歌曲集『12のメロディ』作品33（1880年）から、第2曲はビョルンスティエルネ・ビョルンソンの詩による歌曲集『「漁師の娘」からの4つの詩』作品21（1872年）からとられている。
1891年にライプツィヒのペータースから出版され、続いてピアノ独奏用にも編曲されて同社から出版された。

## 内容

### 第1曲 ノルウェーの旋律
原題は Norsk で、原曲は『12のメロディ』の第12曲「到達点」 (Fyremål) である。
軽快な舞曲風の主部と中間部からなる3部形式となっている。

### 第2曲 初めての出会い
原題は原曲ともに Det første mødes で、原曲は『「漁師の娘」からの4つの詩』の第1曲である。グリーグの代表的な歌曲の一つであり、管弦楽伴奏版も作られたがグリーグの生前には発表されず、長らく出版もされなかった。なお、ピアノ独奏用の編曲版は、『自作の歌曲によるピアノ曲 第2集』作品52（1890年）にも収められている。
原曲は2節からなるが、同じ歌詞を2回繰り返し歌っており、最初は穏やかに「初めての出会いの甘美さは」と歌い出すが、後半に向かって盛り上がり、「私たちは自然と共に一つになる」と情熱的な頂点をなす。
この曲も原曲と同様に、主題旋律が2回繰り返されるだけ単純な構成となっている。